# Tuniská revoluce

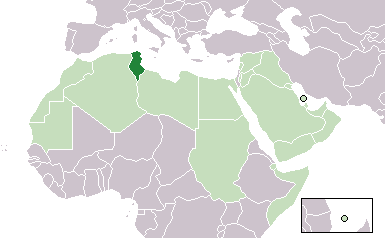
Tunisko
Ostatní arabské země

Tuniská revoluce na přelomu roku 2010 a 2011 vypukla poté, co se 17. prosince 2010 ve městě Sídí Bú Zíd upálil šestadvacetiletý mladík Muhammad Buazízí, když mu policejní hlídka opětovně zkonfiskovala ovoce a zeleninu, protože ji prodával na tržišti bez povolení. Přestože se režim Buazizíův případ snažil prezentovat jako ojedinělý incident, ztotožnily se s ním tisíce jeho vrstevníků s podobným osudem, neboť více než 70 % nezaměstnaných v Tunisku je ve věku 15 až 29 lety a pro mnohé z nich je frustrující, že nemohou najít práci, ačkoli absolvovali střední školu nebo dokonce univerzitu. Následné pouliční protesty se autoritářský režim prezidenta Zín Abidín bin Alí snažil potlačit represí, čímž jim dodal nový rozměr – původní sociální požadavky demonstrantů se postupně zpolitizovaly.
V televizním vystoupení 13. ledna prezident bin Alí oznámil, že zakázal zásahovým jednotkám používat proti demonstrantům střelné zbraně, že už nebude kandidovat v příštích prezidentských volbách a přislíbil vyhlášení parlamentních voleb ještě před vypršením svého mandátu. Dále slíbil "úplnou" informační svobodu a přístup k internetu, který byl v Tunisku dosud značně omezen, a také nižší ceny chleba, mléka a cukru. Jeho televizní vystoupení vyvolalo masové oslavy v centru Tunisu i v některých menších městech. Následujícího dne však protivládní demonstrace pokračovaly, demonstranti obsadili i střechu ministerstva vnitra. Prezident proto rozpustil vládu a vyhlásil v zemi výjimečný stav, zákaz shromažďování více než tří lidí a prodloužil zákaz nočního vycházení od 17:00 do 7:00. Armáda následně obsadila mezinárodní letiště a byl uzavřen vzdušný prostor. Ještě předtím však prezident bin Alí odletěl ze země, což večer 14. ledna ve státní televizi oznámil předseda tuniské vlády Muhammad Ghannúší. Bin Alí poté, co ho odmítla přijmout Francie, přistál 15. ledna časně ráno na letišti v Džiddě v Saúdské Arábii, kde nalezl dočasný azyl. Už dopoledne 14. ledna odletěl z Tuniska do Dubaje prezidentův zeť a významný podnikatel Sakar Materí, který byl před vypuknutím nepokojů údajně adeptem na významnou funkci v tuniské vládě. Prezidentova manželka Leila je v Dubaji už několik dní. Dne 20. února ale tuniská vláda požádala Saúdskou Arábii o bin Alího vydání, aby mohl být vyšetřen jeho podíl na zabíjení demonstrantů.
Tuniské demonstrace a následná změnu režimu vyvolaly rozsáhlé protesty v mnoha dalších muslimských zemích především na severu Afriky (protesty bývají souhrnně označovány jako arabské jaro). Demonstrace v Egyptě vedly v únoru 2011 k odstoupení prezidenta Mubaraka. Protesty se konaly také v Libyi, Bahrajnu, Saúdské Arábii, Džibutsku, Sýrii, Íránu, Jemenu, Alžírsku a v Maroku.